# Macrolide polienico
I macrolidi polienici sono antibiotici strutturalmente affini ai macrolidi come eritromicina e claritromicina, ma possiedono un anello ciclico costituito da un maggior numero di termini.

## Struttura

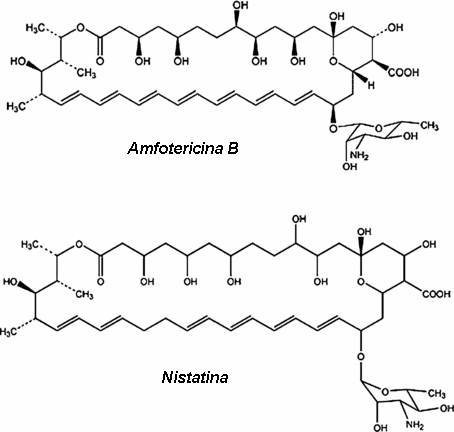

I macrolidi polienici possiedono un anello lattonico che può avere da 26 a 38 atomi con una funzione polienicaconiugata che può contenere fino a sette doppi legami coniugati in configurazione E. I gruppi metilici sono pochi, mentre numerosi sono i gruppi ossidrilici importanti, insieme ai doppi legami, per il meccanismo d'azione. Le molecole sono legate ad amminozuccheri tramite legami glicosidici.
I più interessanti macrolidi polienici sono l'amfotericina B e la nistatina, che vengono utilizzati come antimicotici, ma non presentano attività antibatterica. Le due molecole sono fortemente simili dal punto di vista strutturale. L'amfotericina B presenta un doppio legame in più, tra il carbonio 28 e 29, rispetto alla nistatina che ha un ossidrile collocato in posizione differente rispetto all'amfotericina. Entrambi i composti presentano una posizione glicosilata con l'amminozucchero D-micosammina ed entrambe presentano una funzione carbonilica derivante dall'ossidazione di un gruppo metilico del metilmalonil-CoA.

## Usi
Amfotericina e nistatina vengono usati come antimicotici. La prima è un farmaco che ha buona attività nei cinfronti di micosi sistemiche e profonde e somministrata per via endovenosa, mentre la seconda, a causa dei suoi pesanti effetti tossici, viene usata solo topicamente per micosi superficiali.

## Meccanismo d'azione
I doppi legami coniugati presenti solo su un lato della molecola conferiscono a questa parte dell'anello una spiccata lipofilia, mentre la parte opposta del macrociclo presenta numerosi gruppi ossidrilici che conferiscono a tale sezione della molecola una spiccata caratteristica idrofila.
La parte dell'anello lipofilo, ha alta affinità per l'ergosterolo, lo sterolo fondamentale nelle membrane fungine, e più bassa affinità per il colesterolo, il principale sterolo nelle cellule umane. Questi farmaci perciò sono selettivi, non totalmente ma solo parzialmente, sulle cellule fungine e riescono ad uccidere il micete. Due macrolodi si legano a due diverse molecole di ergosterolo contigue attraverso la sezione lipofila, mentre le parti idrofile si appaiano formando un canale che permette il flusso di K e di altre piccole molecole dalla cellula fungina, conducendola a morte.